# Sun Peiyuan
Sun Peiyuan (孙霈源T, Sun PeiyuanP; Tai'an, 1994) è un astronomo amatoriale cinese.
Il Minor Planet Center lo accredita per la scoperta dell'asteroide 616688 Gaowei, effettuata il 29 settembre 2016 in collaborazione con Gao Xing.
Gli è stato dedicato l'asteroide 546846 Sunpeiyuan.